# Caserne Duroc
Pour les articles homonymes, voir Duroc (homonymie).
L'ancienne caserne Duroc est un édifice situé sur la commune française de Pont-à-Mousson, dans la région historique et culturelle de Lorraine et dans la région Grand Est.

## Situation
Implantée rue du Bois-le-Prêtre, elle se trouve proche du centre-ville.

## Histoire
Le manège est inscrit au titre des monuments historiques par arrêté du 15 juin 1977.
La caserne Duroc abrite l'hôpital qui était situé dans l'abbaye des Prémontrés depuis 1912, mais qui fut incendié en septembre 1944 lors de la libération de la Lorraine.  